# Алін Фрієз
Алін Фрієз (фр. Aline Friess, нар. 5 липня 2003, Оберне) — французька гімнастка. Учасниця чемпіонату світу, Європи та Європейських ігор. Учасниця Олімпійські ігор 2020 у Токіо, Японія.

## Спортивна кар'єра
Супроводжуючи друзів на тренування зі спортивної гімнастики, вирішила приєднатися до них. В 12 років залишила родину та переїхала в спортивний клуб в Сент-Етьєні, де тренується у Еріка та Монік Хагар в групі разом з Лорет Шарпі та Мелані де Хесус дус Сантус.

#### 2017
На Європейському юнацькому олімпійському фестивалі в Тбілісі, Грузія, під час виконання опорного стрибка отримала подвійний перелом стопи, була двічі прооперована. Після відновлення одразу отримала черговий перелом, але обійшлось без операції. Поза гімнастикою була дев'ять місяців.

#### 2019
Дебютувала в дорослій збірній Франції.
На ІІ Європейських іграх у Мінську, Білорусь, в фіналі багатоборства посіла четверте місце.
На чемпіонаті світу 2019 року у командному фіналі разом з Марін Буає, Лорет Шарпі, Мелані де Хесус дус Сантус та Клер Понтлево посіли п'яте місце, чим не лише повторили найкращий результат в історії жіночої збірної Франції, але й здобули командну олімпійську ліцензію на Літні Олімпійські ігри 2020 у Токіо, Японія. В фіналі багатоборства була одинадцятою.

## Результати на турнірах
| Рік  | Змагання         | КБ | ІБ | Опорний стрибок | Різновисокі бруси | Колода | Вільні вправи |
| ---- | ---------------- | -- | -- | --------------- | ----------------- | ------ | ------------- |
| 2019 | Європейські ігри |    | 4  |                 |                   |        |               |
| 2019 | Чемпіонат світу  | 5  | 11 |                 |                   |        |               |
| 2021 | FIT Challenge    | 1  | 2  |                 | 5                 | 8      |               |
| 2021 | Олімпійські ігри | 6  |    |                 |                   |        |               |
| 2022 | Чемпіонат Європи | 6  |    | 3               |                   |        |               |